# Самбуров, Николай Михайлович
Николай Михайлович Самбуров (1908—1943) — советский военный и партийный деятель.

## Биография
Родился в 1908 году в крестьянской семье, ныне это село Ольховатка Донецкой области Украины. В юношестве был батраком на сельскохозяйственных работах.
В 1930 году был призван в РККА и начал военную службу в 73-м стрелковом полку 25-й Чапаевской дивизии в городе Полтаве. Член ВКП(б)/КПСС с 1932 года. Осенью 1933 года демобилизовался и поступил в областную Высшую коммунистическую сельскохозяйственную школу, которую окончил с отличием. В 1935 году был назначен заведующим районным отделом народного образования Полтавы. Через год стал редактором районной газеты «Заря коммунизма». С 1938 по 1940 год Николай Самбуров находился на партийной работе: работал первым секретарём Оболонского[уточнить] райкома партии и заведующим организационно-инструкторским отделом Полтавского обкома КПСС.
В 1941 году Николая Михайловича послали на учёбу в Высшую школу партийных организаторов при ЦК ВКП(б) в Москве. С началом Великой Отечественной войны и по ноябрь 1941 года Самбуров учился на курсах командного состава при Военно-политической академии имени Ленина. С ноября 1941 года был начальником политотдела 4-й воздушно-десантной бригады, позже – начальником политотдела в 8-й отдельной гвардейской стрелковой бригаде. 
Воевал на Кавказе. В конце сентября 1943 года Н. М. Самбуров принял участие в десанте, которому была поставлена задачу высадиться на Бугазской косе на Тамани и выбить находящихся там немцев. На корабле морской охотник № 048 с десантниками он вышел из Анапской бухты; через некоторое время корабль подорвался на мине — в числе погибших оказался и подполковник Самбуров. Дата его смерти в разных донесениях указывается по-разному: в одних документах — 26 сентября, в других — 27 сентября. Был похоронен в Анапе в братской могиле, которая находится в сквере Боевой славы на улице Пушкина.
Был женат на Марии Степановне Самбуровой. В семье были две дочери (Мая − род. 1936, Светлана − род. 1938) и сын Виктор (род. 1937).

## Награды
За боевые заслуги при обороне города Моздок был награждён орденом Красной Звезды (1942). За бои на Малой Земле и при освобождении Новороссийска — орденом Красного Знамени (1943). Посмертно был награждён орденом Отечественной войны 1-й степени (1944, наградной лист подписан Л. И. Брежневым).

## Память
Его именем названа улица в городе Анапа (решением исполнительного комитета Анапского городского Совета депутатов трудящихся от 26 октября 1943 года), где в мае 2017 года была установлена мемориальная доска.